# 莱昂福泰
莱昂福泰（義大利語：Leonforte），是意大利西西里大区恩纳省的一个市镇。总面积83.93平方公里，人口14028人，人口密度167.1人/平方公里（2009年）。ISTAT代码为086011。